# Roberto Bianchi Montero
Roberto Bianchi Montero (7 de diciembre de 1907 – 1986) fue un director, guionista y actor cinematográfico de nacionalidad italiana.

## Biografía
Nacido en Roma, Italia, siendo adolescente Bianchi Montero empezó a actuar en el teatro, formando parte de un grupo aficionado con el que participó en varios festivales. En 1930 ingresó en la compañía teatral de Ettore Petrolini, en la que actuó durante cuatro años, y en 1934 creó una formación propia, con la que hizo giras durante dos temporadas. En 1936 obtuvo su primer papel en el cine, y a finales de los años 1930 trabajó en varias cintas como ayudante de dirección.
Pasada la Segunda Guerra Mundial, Bianchi Montero dirigió numerosos filmes de género, usualmente producciones de bajo presupuesto, en las cuales a menudo colaboraba en los guiones. Su primer film como director fue L'amante del male, especializándose particularmente en los melodramas, los spaghetti wéstern y las comedias eróticas a la italiana. Finalizó su carrera en 1982.
Roberto Bianchi Montero falleció en Roma en 1986. Era el padre del director Mario Bianchi.

## Filmografía

### Actor
- Traversata nera, de Domenico Gambino (1939)
- Lotte nell'ombra, de Domenico Gambino (1939)
- Il segreto di Villa Paradiso, de Domenico Gambino (1940)
- La danza dei milioni, de Camillo Mastrocinque (1940)
- La compagnia della teppa, de Corrado D'Errico (1941)
- Il bravo di Venezia, de Carlo Campogalliani (1941)
- Acque di primavera, de Nunzio Malasomma (1942)
- Il mercante di schiave, de Duilio Coletti (1942)
- M.A.S., de Romolo Marcellini (1942)
- Il ponte sull'infinito, de Alberto Doria (1943)
- Gli assi della risata (1943)

### Director
- L'amante del male (1946)
- Sono io l'assassino (1948, también guion)
- I contrabbandieri del mare (1948, también guion)
- Faddija - La legge della vendetta (1949, también guion)
- La figlia della Madonna (1949, también guion)
- La scogliera del peccato (1950, también guion)
- Il mostro dell'isola (1953)
- Una madre ritorna (1953, también guion)
- Piccola santa (1954, también guion)
- Nessuno ha tradito (1954)
- Addio Napoli! (1954)
- Cantate con noi (1955)
- Giuramento d'amore (1956, también guion)
- Donne, amore e matrimoni (1956, también guion)
- Arriva la zia d'America (1956, también guion)
- Dramma nel porto (1956)
- Orizzonte infuocato (1957)
- Gagliardi e pupe (1958, también guion)
- La zia d'America va a sciare (1958, también guion)
- La duchessa di Santa Lucia (1959)
- La Pica sul Pacifico (1959, también guion)
- La sceriffa (1959)
- Il terribile Teodoro (1959, también guion)
- Notti calde d'Oriente (1962, también guion)
- Thaurus figlio di Attila (1962, también guion)
- Un alibi per morire (1962)
- I due della Legione (1962, también guion)
- La belva di Saigon (1963, también guion)
- Universo proibito (1963, también guion)
- Superspettacoli nel mondo (1963, también guion)
- Mondo infame (1963, también guion)
- I rinnegati di Capitan Kidd (1963)
- Sexy follie (1963, también guion)
- Sexy nel mondo (1963, también guion)
- Sexy nudo (1963, también guion)
- Africa sexy (1963, también guion)
- Mondo balordo, codirigida con Albert T. Viola (1964)
- La valle delle ombre rosse (1965, también guion)
- Il ranch degli spietati (1965, también guion)
- Agente Z 55 missione disperata (1966, también guion)
- Sette pistole per el gringo (Río maldito), de Jian Xiol (1966, guion)
- Le due facce del dollaro (1967)
- Tecnica per un massacro (1967)
- Quella dannata pattuglia (1968, también guion)
- 36 Ore all'inferno (1969)
- Rangers attacco ora X (1970)
- Il magnifico Robin Hood (1971)
- Arriva Durango... paga o muori (1971)
- L'occhio del ragno (1971)
- Seminò morte... lo chiamavano il Castigo di Dio! (1972, también guion)
- Rivelazioni di un maniaco sessuale al capo della squadra mobile (1972, también guion)
- I senza Dio (1972)
- Provaci anche tu Lionel (1974, también guion)
- Calore in provincia (1975)
- La cameriera (1975)
- Il pomicione (1976)
- Le calde notti di Caligola (1977, también guion)
- La bravata (1977)
- Savana violenza carnale (1979)
- Albergo a ore (1981)
- Le notti segrete di Lucrezia Borgia (1982)